# HD 167042 b
HD 167042 b是一個屬於類木行星的太陽系外行星，距離地球約163光年，位於天龍座。母恆星是 HD 167042。

## 概要
該行星的質量下限是木星的1.7倍，但因為不知道它的軌道傾角，至今仍無法確認其真實質量。和大多數典型的太陽系外行星一樣，它距離母恆星的距離少於3天文單位（1.3天文單位），公轉週期少於2000日（413日）。但是和大多數系外行星不同之處在於它的軌道離心率只有0.03。
該行星由約翰·阿謝爾·強森（John Asher Johnson）等人以徑向速度法於2007年9月20日發現，並於同年10月22日相關論文發表。

## 外部連結
- . Exoplanets.   [2008-08-24]. （原始内容存档于2009-11-25）.